# Ascensionnatthäger

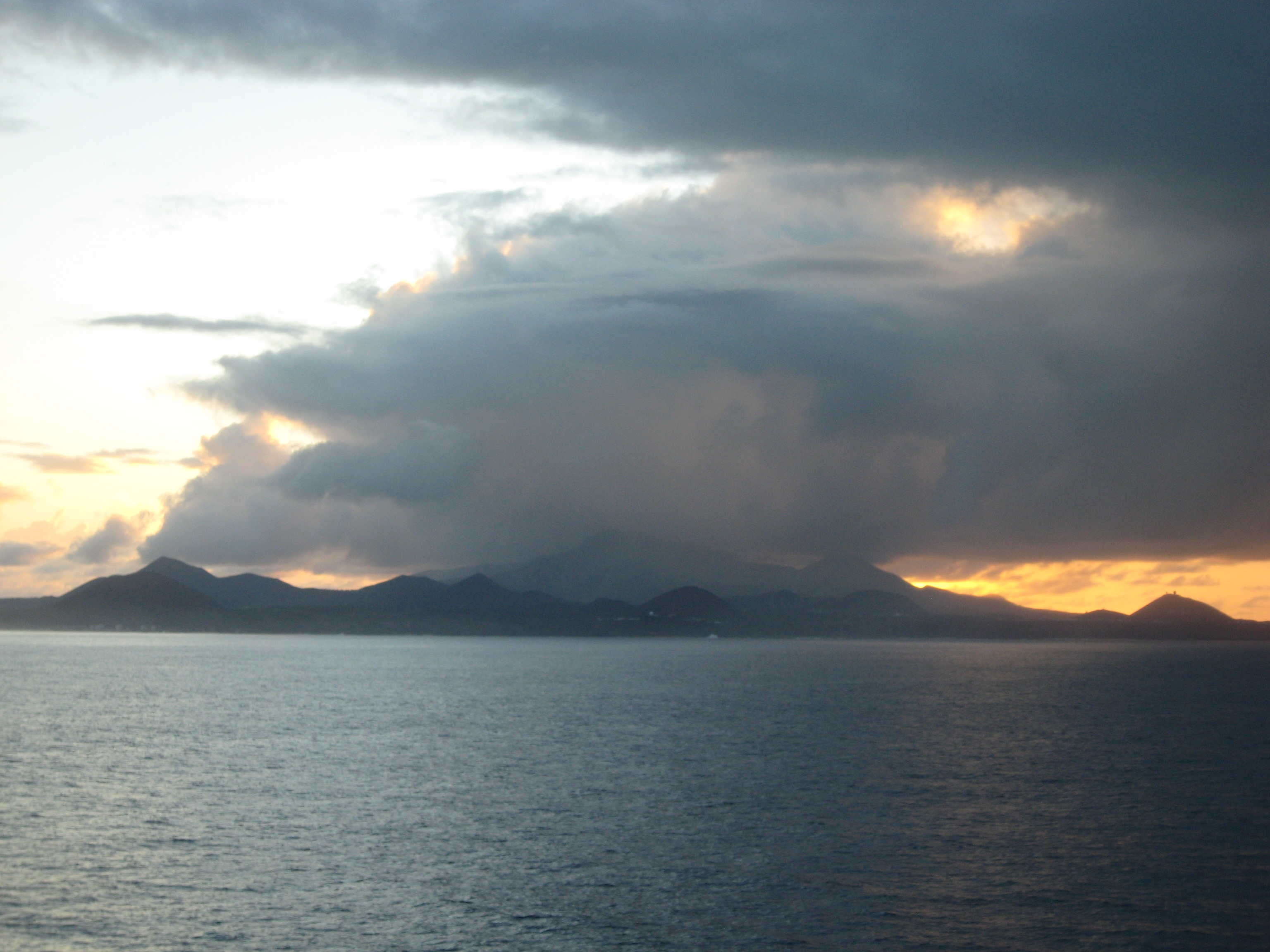
Den isolerade ön Ascension i Atlanten där lämningar efter den utdöda natthägerarten funnits.

Ascensionnatthäger (Nycticorax olsoni) är en utdöd fågel i familjen hägrar inom ordningen pelikanfåglar som tidigare förekom på ön Ascension i södra Atlanten. IUCN erkänner den ännu inte som art, varför den inte formellt kategoriserats som utdöd.